# Epping Forest (circonscription britannique)
Pour les articles homonymes, voir Epping Forest (homonymie).
Circonscription parlementaire de la Chambre des communes
La circonscription de Epping Forest est une circonscription située dans l'Essex, et représentée à la Chambre des communes du Parlement britannique depuis 1997 par Eleanor Laing du Parti conservateur.

## Géographie
La circonscription comprend:
- Les villes de Waltham Abbey, Loughton, Epping et Chigwell

## Députés
Les Members of Parliament (MPs) de la circonscription sont:
| Législature                               | Années       | Député        | Député             | Parti        |
| ----------------------------------------- | ------------ | ------------- | ------------------ | ------------ |
| Epping Forest issue de Epping et Chigwell |              |               |                    |              |
| 46e                                       | 1974–1974    |               | John Biggs-Davison | Conservateur |
| 47e                                       | 1974–1979    |               | John Biggs-Davison | Conservateur |
| 48e                                       | 1979–1983    |               | John Biggs-Davison | Conservateur |
| 49e                                       | 1983–1987    |               | John Biggs-Davison | Conservateur |
| 50e                                       | 1987–1988    |               | John Biggs-Davison | Conservateur |
| 50e                                       | 1988-1992    | Steven Norris |                    | Conservateur |
| 51e                                       | 1992–1997    | Steven Norris |                    | Conservateur |
| 52e                                       | 1997–2001    | Eleanor Laing |                    | Conservateur |
| 53e                                       | 2001–2005    | Eleanor Laing |                    | Conservateur |
| 54e                                       | 2005–2010    | Eleanor Laing |                    | Conservateur |
| 55e                                       | 2010–2015    | Eleanor Laing |                    | Conservateur |
| 56e                                       | 2015–2017    | Eleanor Laing |                    | Conservateur |
| 57e                                       | 2017–2019    | Eleanor Laing |                    | Conservateur |
| 58e                                       | 2019–Présent | Eleanor Laing |                    | Conservateur |

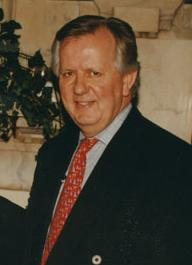
Steven Norris (1988-1997)
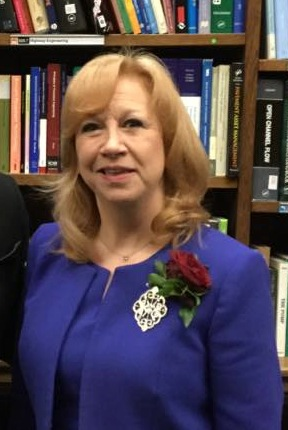
Eleanor Laing (1997-Présent)